# Находище на дървовидна леска
Находище на дървовидна леска е защитена местност в България. Намира се в землището на село Перуника, област Кърджали.
Защитената местност е с площ 3,0 ha. Обявена е на 24 март 2016 г. с цел опазване на находище на дървовидна леска (Corylus colurna).
В защитената местност се забраняват:
- промяна на предназначението и начина на трайно ползване на имота;
- строителство;
- търсене, проучване и добив на подземни богатства;
- внасяне на неместни видове;
- сеч на дървесна растителност с изключение на такава, насочена към подобряване на състоянието на вида, предмет на защита.[1]